# Rocles, Allier
Rocles là một xã ở tỉnh Allier thuộc miền trung nước Pháp.

## Người nổi tiếng
- De Lichy De Lichy